# Césarpriset 2015

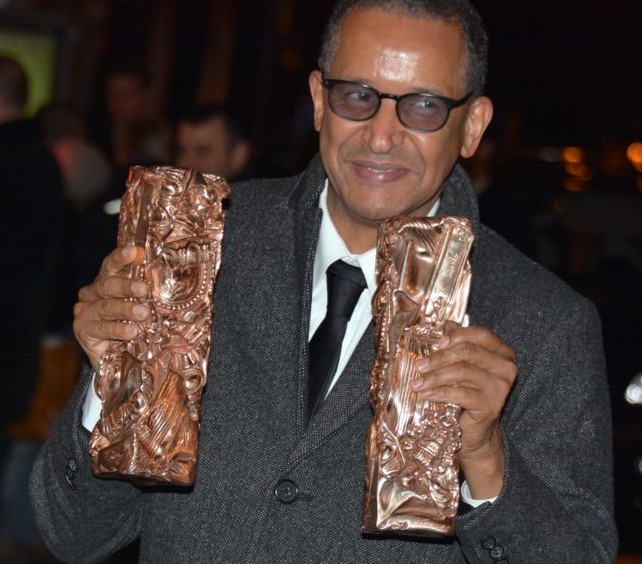
Abderrahmane Sissako med två av sina priser.

Césarpriset 2015 är den 40:e upplagan av Césarpriset, arrangerad av franska filmakademin, och utser de bästa franska filmerna från filmåret 2014. Nomineringarna tillkännagavs 28 januari 2015 och den TV-sända prisgalan ägde rum 20 februari. Pristagare i kategorin bästa film blev Timbuktu i regi av Abderrahmane Sissako, som sammanlagt tilldelades sju priser, vilket var flest av alla. Flest nomineringar hade Les Combattants och Saint Laurent, med tio nomineringar vardera.

## Pristagare och nominerade
Priserna utföll som följer:

### Bästa film
- Timbuktu av Abderrahmane Sissako,  producerad av Sylvie Pialat, Rémi Burah och Etienne Comar
  - Les Combattants av Thomas Cailley,  producerad av Pierre Guyard
  - Eastern boys av Robin Campillo,  producerad av Hugues Charbonneau och Marie-Ange Luciani
  - La Famille Bélier av Eric Lartigau,  producerad av Eric Jehelmann, Philippe Rousselet och Stéphanie Bermann
  - Saint Laurent av Bertrand Bonello,  producerad av Eric Altmayer och Nicolas Altmayer
  - Hippocrate av Thomas Lilti,  producerad av Agnès Vallée och Emmanuel Barraux
  - Moln över Sils Maria av Olivier Assayas,  producerad av Charles Gillibert

### Bästa regi
- Abderrahmane Sissako för Timbuktu
  - Olivier Assayas för Moln över Sils Maria
  - Thomas Lilti för Hippocrate
  - Céline Sciamma för Girlhood
  - Thomas Cailley för Les Combattants
  - Bertrand Bonello för Saint Laurent
  - Robin Campillo för Eastern boys

### Bästa kvinnliga huvudroll
- Adèle Haenel för rollen som Madeleine i Les Combattants
  - Juliette Binoche för rollen som Maria Enders i Moln över Sils Maria
  - Catherine Deneuve för rollen som Mathilde i Dans la cour
  - Marion Cotillard för rollen som Sandra i Två dagar, en natt
  - Émilie Dequenne för rollen som Jennifer i Pas son genre
  - Sandrine Kiberlain för rollen som Muriel Bayen i Elle l'adore
  - Karin Viard för rollen som Gigi Bélier i La Famille Bélier

### Bästa manliga huvudroll
- Pierre Niney för rollen som Yves Saint Laurent i Yves Saint Laurent
  - Romain Duris för rollen som David och Virginia i Une nouvelle amie
  - Gaspard Ulliel för rollen som Yves Saint Laurent i Saint Laurent
  - Guillaume Canet för rollen som Franck i La prochaine fois je viserai le cœur
  - Niels Arestrup för rollen som general Dietrich von Choltitz i Mannen som räddade Paris
  - François Damiens för rollen som Rodolphe Bélier i La Famille Bélier
  - Vincent Lacoste för rollen som Benjamin Barois i Hippocrate

### Bästa kvinnliga biroll
- Kristen Stewart för rollen som Valentine i Moln över Sils Maria
  - Marianne Denicourt för rollen som Dr. Denormandy i Hippocrate
  - Claude Gensac för rollen som Marthe i Lulu femme nue
  - Izïa Higelin för rollen som Manue i Samba
  - Charlotte Le Bon för rollen som Victoire Doutreleau i Yves Saint Laurent

### Bästa manliga biroll
- Reda Kateb för rollen som Abdel Rezzak i Hippocrate
  - Éric Elmosnino för rollen som Fabien Thomasson i La Famille Bélier
  - Jérémie Renier för rollen som Pierre Bergé i Saint Laurent
  - Guillaume Gallienne för rollen som Pierre Bergé i Yves Saint Laurent
  - Louis Garrel för rollen som Jacques de Bascher i Saint Laurent

### Bästa kvinnliga nykomling
- Louane Emera för rollen som Paula Bélier i La Famille Bélier
  - Lou de Laâge för rollen som Sarah i Respire
  - Joséphine Japy för rollen som Charlie i Respire
  - Ariane Labed för rollen som Alice i Fidelio, l'odyssée d'Alice
  - Karidja Touré för rollen som Marieme och Vic i Girlhood

### Bästa manliga nykomling
- Kévin Azaïs för rollen som Arnaud Labrède i Les Combattants
  - Ahmed Dramé för rollen som Malik i Les Héritiers
  - Kirill Emelyanov för rollerna som Marek, Rouslan och Paul i Eastern boys
  - Pierre Rochefort för rollen som Baptiste Cambière i Un beau dimanche
  - Marc Zinga för rollen som Régis i Qu'Allah bénisse la France

### Bästa originalmanus
- Timbuktu – Abderrahmane Sissako och Kessen Tall
  - Les Combattants – Thomas Cailley och Claude Le Pape
  - La Famille Bélier – Victoria Bedos och Stanislas Carré de Malberg
  - Hippocrate – Thomas Lilti, Julien Lilti, Baya Kasmi och Pierre Chosson
  - Moln över Sils Maria – Olivier Assayas

### Bästa manus efter förlaga
- Mannen som räddade Paris – Cyril Gély och Volker Schlöndorff, efter pjäsen Diplomatie av Cyril Gély
  - La Chambre bleue – Mathieu Amalric och Stéphanie Cléau, efter romanen Det blå rummet av Georges Simenon
  - Pas son genre – Lucas Belvaux, efter romanen Pas son genre av Philippe Vilain
  - Lulu femme nue – Sólveig Anspach och Jean-Luc Gaget, efter seriealbumet Lulu femme nue av Étienne Davodeau
  - La prochaine fois je viserai le cœur – Cédric Anger, efter romanen Un assassin au-dessus de tout soupçon av Yvan Stefanovitch

### Bästa scenografi
- La Belle et la Bête – Thierry Flamand
  - La French – Jean-Philippe Moreaux
  - Saint Laurent – Katia Wyszkop
  - Timbuktu – Sébastien Birchler
  - Yves Saint Laurent – Aline Bonetto

### Bästa kostym
- Saint Laurent – Anaïs Romand
  - La Belle et la Bête – Pierre-Yves Gayraud
  - La French – Carine Sarfati
  - Une nouvelle amie – Pascaline Chavanne
  - Yves Saint Laurent – Madeline Fontaine

### Bästa foto
- Timbuktu – Sofian El Fani
  - La Belle et la Bête – Christophe Beaucarne
  - Saint Laurent – Josée Deshaies
  - Moln över Sils Maria – Yorick Le Saux
  - Yves Saint Laurent – Thomas Hardmeier

### Bästa klippning
- Timbuktu – Sonia Ben Rachid
  - Les Combattants – Lilian Corbeille
  - Hippocrate – Christel Dewynter
  - Party girl – Frédéric Baillehaiche
  - Saint Laurent – Fabrice Rouaud

### Bästa ljud
- Timbuktu – Philippe Welsh, Roman Dymny och Thierry Delor
  - Girlhood – Pierre André och Daniel Sobrino
  - Bird people – Jean-Jacques Ferran, Nicolas Moreau och Jean-Pierre Laforce
  - Les Combattants – Jean-Luc Audy, Guillaume Bouchateau, Antoine Baudouin och Niels Barletta
  - Saint Laurent – Nicolas Cantin, Nicolas Moreau och Jean-Pierre Laforce

### Bästa musik
- Timbuktu – Amine Bouhafa
  - Girlhood – Jean-Baptiste de Laubier
  - Bird people – Béatrice Thiriet
  - Les Combattants – Lionel Flairs, Benoît Rault och Philippe Deshaies
  - Yves Saint Laurent – Ibrahim Maalouf

### Bästa debutfilm
- Les Combattants av Thomas Cailley
  - Elle l'adore av Jeanne Herry
  - Fidelio, l'odyssée d'Alice av Lucie Borleteau
  - Party girl av Marie Amachoukeli, Claire Burger och Samuel Theis
  - Qu'Allah bénisse la France av Abd al Malik

### Bästa animerade långfilm
- Småkryp – långfilmen av Thomas Szabo och Hélène Giraud
  - Pojken med det tickande hjärtat av Mathias Malzieu och Stéphane Berla
  - Song of the sea av Tomm Moore

### Bästa dokumentärfilm
- Le Sel de la Terre av Wim Wenders och Juliano Ribeiro Salgado
  - Caricaturistes, fantassins de la démocratie av Stéphanie Valloatto
  - Les Chèvres de ma mère av Sophie Audier
  - Franska för nybörjare  av Julie Bertuccelli
  - National Gallery av Frederick Wiseman

### Bästa utländska film
- Mommy av Xavier Dolan, Kanada
  - 12 Years a Slave av Steve McQueen, Förenta staterna
  - Boyhood av Richard Linklater, Förenta staterna
  - Två dagar, en natt av bröderna Dardenne, Belgien
  - Ida av Paweł Pawlikowski, Polen
  - The Grand Budapest Hotel av Wes Anderson, Förenta staterna
  - Vinterdvala av Nuri Bilge Ceylan, Turkiet

### Bästa kortfilm, realfilm
- La Femme de Rio av Emma Luchini och Nicolas Rey
  - Aïssa av Clément Tréhin-Lalanne
  - Inupiluk av Sébastien Betbeder
  - Les Jours d'avant av Karim Moussaoui
  - Où je mets ma pudeur av Sébastien Bailly
  - La Virée à Paname av Carine May och Hakim Zouhani

### Bästa kortfilm, animation
- Les Petits Cailloux av Chloé Mazlo
  - Bang Bang ! av Julien Bisaro
  - La Bûche de Noël av Vincent Patar och Stéphane Aubier
  - La Petite Casserole d'Anatole av Eric Montchaud

### Heders-César
- Sean Penn

### Filmakademiens guldmedalj
- Luc Besson

## Filmer med flera nomineringar
- 10: Saint Laurent och Les Combattants
- 8: Timbuktu
- 7: Hippocrate och Yves Saint Laurent
- 6: La Famille Bélier och Moln över Sils Maria